# Eisenach Challenger
L'Eisenach Challenger è stato un torneo professionistico di tennis giocato su campi in terra rossa. Faceva parte dell'ATP Challenger Series. Si giocava annualmente a Eisenach in Germania.

## Albo d'oro

### Singolare
| Anno | Campione               | Finalista            | Punteggio     |
| ---- | ---------------------- | -------------------- | ------------- |
| 2002 | Tomáš Zíb              | Olivier Mutis        | 7–6(5), 6–2   |
| 2001 | Oliver Gross           | Martin Verkerk       | 5–7, 6–2, 6–1 |
| 2000 | Jan Frode Andersen     | Francisco Costa      | 7–6(5), 6–3   |
| 1999 | Juan Albert Viloca     | Tomas Behrend        | 7–6, 6–4      |
| 1998 | Edwin Kempes           | Marco Meneschincheri | 7–6, 6–3      |
| 1997 | Tomas Nydahl           | Davide Sanguinetti   | 6–3, 6–1      |
| 1996 | Dennis van Scheppingen | David Škoch          | 6–4, 6–0      |
| 1995 | Wojciech Kowalski      | Dirk Dier            | 7–6, 6–3      |
| 1994 | Lars Rehmann           | Thomas Gollwitzer    | 6–1, 1–6, 7–6 |
| 1993 | Andrej Merinov         | Karsten Braasch      | 6–3, 2–6, 7–5 |

### Doppio
| Anno | Campioni                             | Finalisti                          | Punteggio        |
| ---- | ------------------------------------ | ---------------------------------- | ---------------- |
| 2002 | Edwin Kempes Martin Verkerk          | Marcos Daniel Adrián García        | 6–3, 6–4         |
| 2001 | Yves Allegro Gabriel Trifu           | Tomas Behrend Franz Stauder        | 7–6(8), 6–4      |
| 2000 | Daniel Melo Alexandre Simoni         | Enrique Abaroa Tim Crichton        | 6–1, 6(2)–7, 6–1 |
| 1999 | Mitch Sprengelmeyer Jason Weir-Smith | Dirk Dier Marcus Hilpert           | 6–3, 6–1         |
| 1998 | Jaime Oncins Cristiano Testa         | Rene Nicklisch Patrick Sommer      | 6–1, 6–3         |
| 1997 | Geoff Grant Mark Merklein            | Emanuel Couto Attila Sávolt        | 6–2, 6–2         |
| 1996 | Donald Johnson Francisco Montana     | Karsten Braasch Jens Knippschild   | 6–3, 6–2         |
| 1995 | Dirk Dier Lars Koslowski             | Sébastien Leblanc Chris Woodruff   | 3–6, 6–3, 7–6    |
| 1994 | Brendan Curry Luis Lobo              | Marcelo Charpentier Miguel Pastura | 5–7, 6–1, 6–3    |
| 1993 | Christer Allgårdh Dmitrij Poljakov   | Vladimir Gabričidze Andrej Merinov | 6–7, 6–4, 6–4    |